# (3507) Vilas
(3507) Vilas (1982 UX) – planetoida z pasa głównego asteroid okrążająca Słońce w ciągu 5,56 lat w średniej odległości 3,14 j.a. Odkrył ją Edward Bowell 21 października 1982 roku.